# Sarah Lahti
Sarah Lahti (ur. 18 lutego 1995 w Klippan) – szwedzka lekkoatletka specjalizująca się w biegach długodystansowych.

## Życiorys
Srebrna medalistka w biegu na 10 000 metrów oraz brązowa medalistka w biegu na 5000 metrów, podczas młodzieżowych mistrzostw Europy w Bydgoszczy w 2017 roku. Dwukrotna uczestniczka igrzysk olimpijskich, w 2016 roku w Rio de Janeiro zajęła 12. miejsce w biegu na 10 000 metrów, a w 2021 w Tokio nie ukończyła biegu na 10 000 metrów. Trzykrotna uczestniczka mistrzostw świata (2017, 2022, 2023), uczestniczka halowych mistrzostw świata 2016 oraz dwukrotna uczestniczka mistrzostw Europy (2016, 2022). Brała udział w mistrzostwach świata juniorów, mistrzostwach Europy juniorów, mistrzostwach świata w półmaratonie oraz mistrzostwach Europy w biegach przełajowych. Reprezentowała Szwecję podczas drużynowych mistrzostw Europy w lekkoatletyce.
Dwukrotna mistrzyni Szwecji w biegu na 5000 metrów, mistrzyni Szwecji w półmaratonie oraz trzykrotna halowa mistrzyni Szwecji w biegu na 3000 metrów.
W dniu 16 września poślubiła holenderskiego biegacza Jespera van der Wielena i zmieniła nazwisko na van der Wielen. Na przełomie 2018 i 2019 wzięła rozwód i powróciła do nazwiska panieńskiego.

## Rezultaty
| Rok  | Impreza                                   | Miejsce         | Konkurencja                   | Pozycja     | Wynik    |
| ---- | ----------------------------------------- | --------------- | ----------------------------- | ----------- | -------- |
| 2012 | Mistrzostwa świata juniorów               | Barcelona       | bieg na 3000 m z przeszkodami | eliminacje  | 11:23,61 |
| 2012 | Mistrzostwa Europy w biegach przełajowych | Szentendre      | bieg juniorek (4 km)          | 45. miejsce | 14:57    |
| 2013 | Mistrzostwa Europy juniorów               | Rieti           | bieg na 3000 m                | –           | DNF      |
| 2013 | Mistrzostwa Europy juniorów               | Rieti           | bieg na 5000 m                | –           | DNS      |
| 2014 | Mistrzostwa świata juniorów               | Eugene          | bieg na 3000 m                | –           | DNS      |
| 2014 | Mistrzostwa świata juniorów               | Eugene          | bieg na 5000 m                | –           | DNF      |
| 2015 | Mistrzostwa Europy w biegach przełajowych | Hyères          | bieg młodzieżowców (4,157 km) | 6. miejsce  | 20:06    |
| 2016 | Halowe mistrzostwa świata                 | Portland        | bieg na 1500 m                | eliminacje  | 4:11,68  |
| 2016 | Mistrzostwa Europy                        | Amsterdam       | bieg na 10 000 m              | 9. miejsce  | 32:14,17 |
| 2016 | Igrzyska olimpijskie                      | Rio de Janeiro  | bieg na 10 000 m              | 12. miejsce | 31:28,43 |
| 2017 | I liga drużynowych mistrzostw Europy      | Vaasa           | bieg na 5000 m                | 4. miejsce  | 15:51,00 |
| 2017 | Młodzieżowe mistrzostwa Europy            | Bydgoszcz       | bieg na 5000 m                | 3. miejsce  | 15:14,17 |
| 2017 | Młodzieżowe mistrzostwa Europy            | Bydgoszcz       | bieg na 10 000 m              | 2. miejscee | 32:46,91 |
| 2017 | Mistrzostwa świata                        | Londyn          | bieg na 10 000 m              | –           | DNF      |
| 2020 | Mistrzostwa świata w półmaratonie         | Gdynia          | półmaraton                    | –           | DNS      |
| 2021 | Igrzyska olimpijskie                      | Tokio           | bieg na 10 000 m              | –           | DNF      |
| 2022 | Mistrzostwa świata                        | Eugene          | bieg na 5000 m                | eliminacje  | 15:26,05 |
| 2022 | Mistrzostwa Europy                        | Monachium       | bieg na 5000 m                | –           | DNS      |
| 2022 | Mistrzostwa Europy                        | Monachium       | bieg na 10 000 m              | 14. miejsce | 32:42,27 |
| 2022 | Mistrzostwa Europy w biegach przełajowych | Turyn           | bieg seniorek (7,662 km)      | 19. miejsce | 28:05    |
| 2023 | Mistrzostwa świata                        | Budapeszt       | bieg na 5000 m                | –           | DNS      |
| 2023 | Mistrzostwa świata                        | Budapeszt       | bieg na 10 000 m              | 18. miejsce | 33:09,22 |
| 2023 | Mistrzostwa świata w półmaratonie         | Ryga            | półmaraton                    | –           | DNF      |
| 2023 | Mistrzostwa Europy w biegach przełajowych | Bruksela        | bieg seniorek (9 km)          | –           | DNF      |
| 2024 | Mistrzostwa Europy w biegach przełajowych | Antalya         | bieg seniorek (7,832 km)      | 7. miejsce  | 26:16    |
| 2025 | Mistrzostwa Europy w biegach ulicznych    | Bruksela/Leuven | bieg na 10 km                 | 6. miejsce  | 31:35    |
| 2025 | I dywizja drużynowych mistrzostw Europy   | Madryt          | bieg na 5000 m                | 4. miejsce  | 16:03,45 |

## Rekordy życiowe
- bieg na 1500 metrów (hala) – 4:11,68 (18 marca 2016, Portland)
- bieg na 1500 metrów (stadion) – 4:08,00 (4 lipca 2021, Sztokholm)
- bieg na 3000 metrów (hala) – 8:59,01 (25 lutego 2022, Växjö)
- bieg na 3000 metrów (stadion) – 8:50,97 (24 czerwca 2016, Utrecht)
- bieg na 5000 metrów – 15:02,65 (7 czerwca 2025, Maisons-Laffitte)
- bieg na 10 000 metrów – 31:11,12 (4 maja 2021, Sztokholm)
- bieg na 3000 metrów z przeszkodami – 10:32,61 (6 czerwca 2012, Hässleholm)
- półmaraton – 1:08:19 (24 października 2021, Walencja), rekord Szwecji